# Montmorillon
Montmorillon (franskt uttal: [mɔ̃mɔʁijɔ̃]
 ( lyssna)) är en kommun i departementet Vienne i regionen Nouvelle-Aquitaine i västra Frankrike. Kommunen ligger i kantonen Montmorillon som tillhör arrondissementet Montmorillon. År 2022 hade Montmorillon 5 867 invånare.

## Befolkningsutveckling
| Befolkningsutvecklingen i Montmorillon 1968–2021 | Befolkningsutvecklingen i Montmorillon 1968–2021 | Befolkningsutvecklingen i Montmorillon 1968–2021 | Befolkningsutvecklingen i Montmorillon 1968–2021 | Befolkningsutvecklingen i Montmorillon 1968–2021 |
| ------------------------------------------------ | ------------------------------------------------ | ------------------------------------------------ | ------------------------------------------------ | ------------------------------------------------ |
|                                                  |                                                  |                                                  |                                                  |                                                  |
| År                                               |                                                  |                                                  | Folkmängd                                        |                                                  |
| 1968                                             | 1968                                             |                                                  | 6 034                                            |                                                  |
| 1975                                             | 1975                                             |                                                  | 6 685                                            |                                                  |
| 1982                                             | 1982                                             |                                                  | 6 954                                            |                                                  |
| 1990                                             | 1990                                             |                                                  | 6 667                                            |                                                  |
| 1999                                             | 1999                                             |                                                  | 6 898                                            |                                                  |
| 2007                                             | 2007                                             |                                                  | 6 514                                            |                                                  |
| 2015                                             | 2015                                             |                                                  | 6 095                                            |                                                  |
| 2021                                             | 2021                                             |                                                  | 5 919                                            |                                                  |